# Пыльцееды
Пыльцее́ды (лат. Alleculinae)— подсемейство жуков семейства чернотелок (Tenebrionidae). В некоторых источниках рассматриваются в ранге семейства — Alleculidae.

## Развитие
Самки откладывают яйца в почву, где появятся личинки, которые будут развиваться в почве, питаясь подземными частями различных растений, но главным образом травянистых. Личинки претерпевают два анабиоза, после второго весной они окукливаются. Во второй половине весны или в начале лета появляются жуки. После появления жуки отыскивают цветки различных растений, на которых питаются пыльцой.

## Экология
Большинство видов ведут дневной образ жизни, предпочитая солнечные дни. Но есть и такие виды которые ведут ночной образ жизни, к таким относятся, например, представители рода Petria.
Существуют виды, которые являются вредителями сельскохозяйственных культур. Вредителями главным образом выступают личиночные стадии. Жуки во вредительстве не замечались. По мере серьёзности приносимого вреда растениям, личинок пыльцеедов можно сравнить с личинками щелкунов — проволочниками, и личинками чернотелок — ложнопроволочниками.

## Систематика
Для представителей семейства чрезвычайно слабая морфологическая обособленность как среди родов, так, в особенности, и среди видов. Окраска жуков в роде часто однообразна среди различных видов.

### Список родов

#### Alleculini
- Aethyssius Pascoe, 1863
- Alcmeonis Bates, 1868
- Allecula Fabricius, 1801
- Alogista Fahraeus, 1871
- Amorphopoda Fahraeus, 1871
- Anaxo Bates, 1868
- Androchirus LeConte, 1866
- Atoichus Carter, 1915
- Barycistela Blackburn, 1891
- Blepusa Westwood, 1842
- Bratyna Westwood, 1888
- Buxela Fairmaire, 1894
- Capnochroa LeConte, 1862
- Chromomaea Pascoe, 1866
- Dimorphochilus Borchmann, 1908
- Ectatocera Fahraeus, 1871
- Ectenostoma Fahraeus, 1871
- Erxias Champion, 1888
- Euomma Boheman, 1858
- Hemicistela Blackburn, 1891
- Homotrysis Pascoe, 1866
- Hybrenia Pascoe, 1866
- Hymenalia Mulsant, 1856
- Hymenochara Campbell, 1978
- Hymenorus Mulsant, 1852
- Jophon Champion, 1895
- Lobopoda Solier, 1835
- Lystronychus Latreille, 1829
- Melaps Carter, 1908
- Metistete Pascoe, 1866
- Narses Champion, 1888
- Neocistela Borchmann, 1909
- Nocar Blackburn, 1891
- Notocistela Carter, 1915
- Nypsius Champion, 1895
- Omedes Broun, 1893
- Ommatophorus Macleay, 1872
- Omolepta Fahraeus, 1871
- Oocistela Borchmann, 1908
- Pallonycha Fahraeus, 1871
- Pemanoa Buck, 1955
- Prionychus Solier, 1835
- Scaletomerus Blackburn, 1891
- Simarus Borchmann, 1909
- Tanychilus Newman, 1838
- Taxes Champion, 1895

#### Cteniopodini
- Balassogloa Semenov-Tian-Shanskij, 1891
- Brachycrypticus Quedenfeldt, 1891
- Cistelina Seidlitz, 1896
- Cnecoschara Reitter, 1913
- Cnecozochara Reitter, 1913
- Cteniopinus Seidlitz, 1896
- Cteniopus Solier, 1835
- Diastanus Fairmaire, 1902
- Falsomophlus Pic, 1925
- Gastrhaema Jacquelin du Val, 1862
- Heliomophlus Reitter, 1906
- Heliotaurus Mulsant, 1856
- Hellostrhaema Reitter, 1890
- Holdhausia Reitter, 1906
- Hypocistela Bates, 1872
- Megischia Solier, 1835
- Megischina Reitter, 1906
- Nesotaurus Fairmaire, 1896
- Omophlina Reitter, 1890
- Omophlus Solier, 1835
- Petria Semenov-Tian-Shanskij, 1893
- Podonta Mulsant, 1856
- Podontinus Seidlitz, 1896
- Proctenius Reitter, 1890
- Stenerophlina Reitter, 1906
- Stenyryx Reitter, 1890

#### GonoderiniSeidlitz, 1896
- Cacoplesia Fairmaire, 1898
- Copistethus Seidlitz, 1891
- Gonodera Mulsant, 1856
- Isomira Mulsant, 1856
- Jurallecula Medvedev, 1969
- Onychomira Campbell, 1984
- Pseudocistela Crotch, 1873
- Viriathus Fairmaire, 1902

#### MycetochariniMulsant, 1856
- Andrimus Casey, 1896
- Cistelomorpha Redtenbacher, 1868
- Cylindrothorus Solier, 1844
- Gerandryus Rottenberg, 1873
- Labetis Waterhouse, 1879
- Mycetochara Berthold, 1827
- † Mycetocharoides Schaufuss, 1888